# Ghiacciaio Smithson
Il ghiacciaio Smithson è un ampio ghiacciaio situato sulla costa di Oates, nella regione nord-occidentale della Dipendenza di Ross, in Antartide. In particolare, il ghiacciaio, il cui punto più alto si trova a circa 1800 m s.l.m., ha origine dal versante orientale del monte Verhage, nei monti Bowers, e fluisce verso nord-est scorrendo lungo il versante occidentale della dorsale Posey fino a unire il proprio flusso a quello del ghiacciaio Graveson, a ovest del monte Draeger.

## Storia
Il ghiacciaio Smithson è stato mappato per la prima volta dallo United States Geological Survey grazie a fotografie aeree scattate dalla marina militare statunitense (USN) nel periodo 1960-62, e così battezzato dal comitato consultivo dei nomi antartici in onore di Scott B. Smithson, geologo di base alla stazione McMurdo nel periodo 1967-68.